# Saint-Jory-de-Chalais
Saint-Jory-de-Chalais è un comune francese di 656 abitanti situato nel dipartimento della Dordogna nella regione della Nuova Aquitania.

## Società

### Evoluzione demografica
Abitanti censiti

## Amministrazione

### Gemellaggi
- Romrod, Germania